# Рудник Торт-Кудук
Рудник Торт-Кудук – гірничодобувне підприємство на півночі Казахстану, яке здійснювало розробку однойменного золото-баритового родовища.
Розробка родовища почалась у 1940-му із приповерхневих пластів, а в 1950-му (після заборони старательських артілей) тут узялись за спорудження повноцінного кар’єру, яким опікувалась компанія «Майкаїнзолото». В якийсь момент до облаштування рудника увійшла шахта «Сліпа», яку пройшли з дна кар’єру на глибину біля 134 метра.
В 1962-му на руднику стартувало будівництво нової збагачувальної фабрики. Окрім золота на Торт-Кудук також випускали високосортну баритову продукцію. 
У 1982-му кар’єр, глибина якого вже досягнула 86 метрів, законсервували через виснаження запасів. Після цього до 1997-го на майданчику продовжувала діяти збагачувальна фабрика, що переробляла руду з 15 інших родовищ, як то Алпис, Мізек, Сувенір, Тохтарівське, Новодніпровське, Матсор, Жиландини та інші. Майже виключно всі ці родовища були дрібні, проте також надходила руда з розташованого неподалік гігантського родовища Бакирчик, на якому кілька десятиліть тривали безуспішні спроби знайти ефективну технологію розробки, що супроводжувались обмеженими гірничими роботами.
В 2004-му компанія «ГОК Төрт-Құдық» узялась за вилучення золота із накопичених на Торт-Кудук хвостів збагачення (тут, за оцінками, знаходилось біля 1,5 тон золота), а також за доробку підземним способом залишкових запасів у 0,4 млн тон руди (в якій могло знаходитись біля 2 тон золота). При цьому збагачувальна фабрика отримала обладнання, що первісно дозволяло переробляти 180,  а з 2008 року 350 тисяч тон породи на рік та продукувати флотаційний і гравітаційний концентрати. Станом на весну 2009-го було отримано 402 кг золота та 3,5 тони срібла. 
Також існували плани організації шахтної розробки із досягненням глибини у 270 метрів.